# Bucy-le-Long
Bucy-le-Long è un comune francese di 1 882 abitanti situato nel dipartimento dell'Aisne della regione dell'Alta Francia.

## Storia
All'inizio del XII secolo due contadini di Bucy-le-Long, Clemente ed Everardo, si misero a predicare in polemica con il clero, raccogliendo intorno a sé uno stuolo di proseliti. Ritenevano che la natura umana di Cristo fosse immateriale, negavano il battesimo dei fanciulli, rifiutavano il matrimonio e i rapporti sessuali. Il vescovo di Soissons li sottopose all'ordalia dell'acqua benedetta: Clemente non superò la prova, mentre Everardo si convertì e abiurò, ma nel 1114, mentre il vescovo era assente, il popolo li prelevò dalla prigione e li condannò al rogo.

### Simboli
Lo stemma comunale è stato adottato nel 1988 riprendendo quello della famiglia di Thierry II, cavaliere di Bucy (1216), il cui nipote Simon Matifas de Bucy, fu vescovo di Parigi (1290-1304). Questi  aggiunse gli attributi della sua carica ornando lo stemma di famiglia con tre fioroni.

## Società

### Evoluzione demografica
Abitanti censiti